# Independent Animal Rights Activists
De Independent Animal Rights Activists (IARA) is een in 2010 opgerichte organisatie van onafhankelijke leden met als doel het dierenwelzijn op deze aarde door middel van bewustzijnsverandering en vreedzaam protest te verbeteren. Hieronder valt bijvoorbeeld het publiceren en communiceren van (door derden) uitgevoerd onderzoek.